# Peleteria californiensis
Peleteria californiensis là một loài ruồi trong họ Tachinidae.